# Laura Ormella i González
Laura Ormella i González   (Barcelona, 14 d'octubre de 1985) és una executiva de vendes i política catalana, candidata a les eleccions de la presidència de Catalunya per Primàries Catalunya.
Va cursar estudis fins a batxillerat. En acabar va obtenir un beca per estudiar criminologia, però va decidir entrar en el món laboral. Entre 2008 i 2016 va residir a Londres, on va treballar per a diverses empreses. Després tornà a Barcelona, on va treballar en l'àmbit privat, principalment com a cap de vendes. Actualment és executiva d'una empresa estatunidenca del sector de l'hostaleria.
En l'àmbit polític, és militant de Primàries Catalunya, prové d'una familia amb tradició militant a ERC i defensa la independència de Catalunya. El desembre de 2020 va ser elegida candidata a la presidència de la Generalitat.